# Cemitério Basílica (Salonica)
Cemitério Basílica é uma basílica cristã precoce de três corredores situada na rua Tritis Septemvriou de Salonica, na Grécia. Apenas uma porção do edifício foi escavado, com o restante permanecendo sob os edifícios da Feira Profissional Internacional de Salonica. O novo Museu da Cultura Bizantina também localiza-se nas imediações.
Sua fundação é desconhecida, mas algumas moedas datando do período entre 380–450 foram escavadas em torno dela, indicando que seria uma construção do século V. Sobreviveu intacto até o século VII, quando foi destruída durante um dos assaltos bárbaros à cidade. Ela está conectada ao vizinho martírio de Alexandre de Pidna e compreende também um cíclio - corredor subterrâneo incomum abaixo do santuário, provavelmente relacionado ao culto dos mártires.